# 虎の巻
虎の巻（とらのまき）は、門外不出の秘伝が書かれている書。転じて、教科書などに対する実用的な解説書（いわゆる教科書ガイドなど）のことも指す。

## 語源
古代中国の兵法書である『六韜』のうちのひとつである「虎韜」から「虎の巻」となった。
「虎韜」は、『六韜』第二巻において、「龍韜」と共に記述され、内容自体は、平野部における戦略および武器の使用法について記述されたもので最も実用的な書である（一方、『六韜』第三巻「豹韜」は、森林・山岳など各地形に応じた戦略を説く）。